# Felix Graf von Bothmer
Felix Graf von Bothmer (10 tháng 12 năm 1852 – 18 tháng 3 năm 1937) là một tướng lĩnh quân đội Đức, đã góp phần ngăn chặn Chiến dịch tấn công Brusilov của Nga vào năm 1916. Sinh ra tại München, ông đã tham chiến trong cuộc Chiến tranh Pháp-Đức (1870 – 1871), và lên đến cấp tướng vào năm 1905. Trong cuộc Chiến tranh thế giới thứ nhất (1914 – 1918), ông chỉ huy thành công Quân đoàn Trừ bị II ở Galicia vào năm 1915 và nhờ vậy ông được tặng thưởng Huân chương Quân công cao quý. Ông được nhìn nhận là nhà quân sự tài năng, đã chỉ huy thành công các lực lượng bất lợi về quân số của Đức ở phía nam Mặt trận phía Đông trong phần lớn cuộc chiến tranh sau khi kế nhiệm tướng Alexander von Linsingen làm tư lệnh Tập đoàn quân phía Nam vào mùa thu năm 1915. Sau khi góp phần loại Nga ra khỏi vòng chiến, Bothmer đã được thuyên chuyển sang Mặt trận phía Tây vào đầu năm 1918, và được thăng cấp Thượng tướng. Cuối năm đó, ông về hưu.

## Tiểu sử
Ông sinh ra ở München vào ngày 10 tháng 12 năm 1852, là con trai của Trung tướng Graf Max von Bothmer (cũng là một người thuộc tầng lớp quý tộc Sachsen) và vợ của ông này là bà Laura Reichert. Ông đã gia nhập quân đội Bayern vào năm 1871 trong cuộc Chiến tranh Pháp-Đức. Vào ngày 28 tháng 11 năm 1871, ông được phong quân hàm thiếu úy và tốt nghiệm Học viện Quân sự Bayern tại München vào năm 1875. Sau đó, ông giữ hàng loạt chức vụ trong lực lượng chính quy và tham mưu, trong đó có 3 năm ông vào Bộ Tổng tham mưu Đức tại Berlin. Vào ngày 21 tháng 7 năm 1900, ông được phong cấp Đại tá, chỉ huy Trung đoàn riêng của Vương tử. Vào năm 1905, ông được lên quân hàm Trung tướng và lãnh chức tư lệnh của Sư đoàn Bộ binh số 2 tại Augsburg, vào ngày 15 tháng 9 năm 1905. Vào ngày 4 tháng 10 năm 1910, ông được thăng cấp Thượng tướng Bộ binh, rồi được đưa vào đội ngũ trừ bị động. Đồng thời, ông được ủy nhiệm làm Chỉ huy trưởng (Generalkapitän) của lực lượng Vệ binh danh dự của Đức vua, tức Hartschiere, vào ngày 4 tháng 12 năm 1909 và giữ chức vụ này cho tới năm 1918.
Ông được triệu hồi trong cuộc tổng động viên của người Đức vào mùa hè năm 1914, nhưng do một chân của ông bị gãy nên phải chờ đến cuối năm đó để được nhận một chức tư lệnh chiến trường. Vào ngày 30 tháng 11 năm 1914, ông được nhậm chức tư lệnh của Sư đoàn Trừ bị số 6 Bayern tại Ypres, sau khi giao chiến ở đây đã lắng xuống. Vào ngày 22 tháng 12 năm 1915, ông được bổ nhiệm làm Tư lệnh của Quân đoàn Trừ bị II Bayern, với nhiệm vụ phòng ngự các đèo của dãy Karpath trước các cuộc tấn công của quân Nga đe dọa trực tiếp vào Hungary. Lực lượng phe Liên minh Trung tâm ở dãy Karpath bao gồm Quân đoàn Trừ bị II của Bayern, Sư đoàn Bộ binh số 1 và Sư đoàn Cận vệ số 3 của Phổ, cùng với Sư đoàn Honved của Áo-Hung. Ông giành chiến thắng trong trận Zwinin từ ngày 5 tháng 2 cho đến ngày 9 tháng 4 năm 1915, và thắng lợi này tạo điều kiện cho ông tham gia cuộc tấn công lớn của quân đội Đức sau khi chiến tuyến Gorlice-Tarnów của Nga bị chọc thủng vào tháng 5 năm 1915. Vào ngày 6 tháng 7, ông cử Hans Ritter von Hemmer làm Tham mưu trưởng của mình. Vào ngày 7 tháng 7, ông được tặng thưởng Huân chương Quân công vì sự chỉ huy xuất sắc cùng với kế hoạch quân sự đúng đắn và các cuộc điều quân thành công trong các trận đánh ở Dniester, Gnila-Lipa, và Zlota-Lipa. Hai năm sau, ngày 25 tháng 7 năm 1917, ông được tặng Lá sồi đính kèm huân chương này vì những hoạt động của ông trong trận đánh quanh thành phố Brzezany trong chiến dịch tấn công mùa hè của Đức trên Mặt trận phía Đông, và trong trận đánh tại đầu cầu Zbrucz ông được khen ngợi vì tài năng chỉ huy và tổ chức của ông. Ông còn được nhận Đại Thập tự của Huân chương Quân sự Max Joseph xứ Bayern.
Vào ngày 6 tháng 7 năm 1915, ông được bổ nhiệm làm Tư lệnh Tập đoàn quân phía Nam (Südarmee) của Đức, sau khi tướng Alexander von Linsingen được cử làm chỉ huy một cụm tập đoàn quân. Tập đoàn quân của Bothmer bao gồm các đơn vị Đức, Áo-Hung và sau này có thêm Thổ Nhĩ Kỳ, hoạt động gần Lemberg ở Galicia. Phần lớn tập đoàn quân này là lính Áo-Hung. Mặc dù vậy, đây là một trong số ít những đơn vị đã đứng vũng trong Chiến dịch tấn công Brusilov của Nga vào tháng 6 năm 1916. Quân ông bị Tập đoàn quân số 11 của tướng Sakharov tấn công, và mặc dù cánh phải của ông (gồm các lực lượng Áo-Hung) bị đánh tan, cánh trái và trung quân của ông đã phòng ngự thành công. Một tháng sau trận đánh này, tập đoàn quân của ông đã đủ mạnh để phát động một cuộc phản công, dự kiến vào ngày 18 tháng 7. Không may cho Bothmer, tướng Aleksey A. Brusilov của Nga đã biết được kế hoạch này và tung một đòn phòng ngừa vào ngày 15 tháng 7, bắt giữ 13.000 tù binh và phá hủy 3 kho đạn tạm thời. Bothmer buộc phải đình chỉ kế hoạch tấn công. Mặc dù vậy, Bothmer đã cầm cự cho đến các cuộc tấn công của quân Nga vào ngày 9 tháng 8. Các đợt tấn công này đã đẩy lui các tập đoàn ở hai bên sườn của ông, và Bothmer buộc phải triệt binh về sông Zlota Lipa để tránh bị bọc sườn. Đến thời điểm này, cuộc tấn công của quân Nga bị mất đà, và Bothmer đã giữ được vị trí của mình.
Tiếp theo đó, Tập đoàn quân phía Nam cũng chặn đứng các lực lượng chiếm ưu thế về quân số của Nga trong Chiến dịch tấn công Kerensky vào năm 1917. Mùa thu năm 1917, ông xua quân tấn công miền Nam Nga, góp phần loại nước Nga ra khỏi cuộc chiến. Vào tháng 12 năm 1917, chính quyền Bolshevik non trẻ của Nga bị buộc phải cầu hòa. Với sự thất bại của Nga, Tập đoàn quân phía Nam của Đức dưới quyền Bothmer được giải thể vào ngày 3 tháng 2 năm 1918. Ông được lãnh chức tư lệnh của Tập đoàn quân số 19 tại Lorraine, một trong số ít những khu vực tĩnh lặng trên Mặt trận phía Tây vào năm 1918. Cũng trong thời gian này, ông được thăng quân hàm Thượng tướng. Ông ở lại đây cho đến ngày 8 tháng 11 năm 1918, trong khi quân Đồng minh đã đập tan phòng tuyến của Đức ở hướng bắc. Ngày 8 tháng 11, ông được bổ nhiệm làm chỉ huy Lực lượng phòng ngự tổ quốc phía Nam tại Bayern, với mệnh lệnh tiến hành một cuộc kháng cự cuối cùng, nhưng trong thời điểm đó các cuộc đàm phán đình chiến đã sắp hoàn tất. Cuộc chiến tranh kết thúc chỉ 3 ngày sau khi ông nhậm chức.
Về sau, ông giải ngũ vào tháng 12 năm 1918. Bá tước Bothmer từ trần ở München vào ngày 18 tháng 3 năm 1937, và, trái với nguyện vọng của gia đình ông, Chính phủ Hitler đã làm lễ quốc tang cho vị tướng. Thái tử Rupprecht của Bayern đã viết bài cáo phó cho ông.

## Gia quyến
Felix Graf von Bothmer đã thành hôn với bà Auguste Baldinger vào ngày 22 tháng 7 năm 1882. Họ có với nhau hai người con gái.

## Cấp bậc quân sự
- Thiếu úy: 28 tháng 12 năm 1871
- Trung úy: 23 tháng 11 năm 1882
- Đại úy: 31 tháng 10 năm 1888
- Thiếu tá: 22 tháng 9 năm 1893
- Thượng tá: 17 tháng 3 năm 1897
- Đại tá: 21 tháng 7 năm 1900
- Thiếu tướng: 18 tháng 5 năm 1903
- Trung tướng: [[15 tháng 9 năm 1905
- Thượng tướng Bộ binh: 4 tháng 5 năm 1910
- Thượng tướng: 9 tháng 4 năm 1918